# Нитрат плутонила
Нитрат плутонила — неорганическое соединение,
осно́вная соль плутония и азотной кислоты 
с формулой PuO2(NO3)2,
кристаллы,
растворяется в воде,
образует кристаллогидраты — оранжево-красные кристаллы.

## Получение
- Озонирование раствора нитрата плутония(IV):

{\displaystyle {\mathsf {Pu(NO_{3})_{4}+O_{3}+H_{2}O\ {\xrightarrow {}}\ PuO_{2}(NO_{3})_{2}+2HNO_{3}+O_{2}\uparrow }}}
- Растворение оксида плутония(VI) в азотной кислоте:

{\displaystyle {\mathsf {PuO_{3}\cdot xH_{2}O+2HNO_{3}\ {\xrightarrow {}}\ PuO_{2}(NO_{3})_{2}+(x+1)H_{2}O}}}

## Физические свойства
Нитрат плутонила выпадает из растворов, при их концентрировании, в виде оранжево-красных гигроскопичных кристаллов гексагидрата.
Образует кристаллогидраты состава PuO2(NO3)2•n H2O, где n = 2, 3 и 6.
При хранении над P4O10 происходит обезвоживание до тригидрата. 
При нагревании до 130°С образуется дигидрат, а при 150°С происходит полное обезвоживание.
Кристаллогидрат состава PuO2(NO3)2•6H2O плавится в собственной кристаллизационной воде при 140°С.
Кристаллогидрат состава PuO2(NO3)2•3H2O образует кристаллы
триклинной сингонии,
пространственная группа P 1,
параметры ячейки a = 0,69924 нм, b = 0,70456 нм, c = 0,99252 нм, α = 83,158°, β = 82,011°, γ = 65,129°, Z = 2 (при 141 К)
.
При хранении во влажном воздухе происходит медленное восстановление плутония.
Растворяется в воде, этаноле и диэтиловом эфире.
Растворимость в 2 н растворе азотной кислоты составляет 446 г/кг раствора.
Не растворяется в хлороформе и тетрахлорметане.

## Применение
- Используется при переработке ОЯТ для разделения продуктов деления.